# Deutsche Myasthenie Gesellschaft
Die Deutsche Myasthenie Gesellschaft e.V. (DMG) ist ein gemeinnütziger Verein, mit ca. 3400 Mitgliedern, für Menschen, die an Myasthenia gravis (MG), Lambert-Eaton-Rooke-Syndrom (LEMS) oder einem Kongenitalen myasthenen Syndrom (CMS) leiden.
Der Sitz und die Geschäftsstelle befinden sich in Bremen. Der Verein ist Mitglied bei der Bundesarbeitsgemeinschaft Selbsthilfe, dem Paritätischen Wohlfahrtsverband und der European Myasthenia Gravis Association.

## Geschichte
Der Verein wurde am 18. April 1986 in Göppingen gegründet. Gründungsmitglieder waren Marianne und Günther Wöhrle, Ingeborg und Hermann Carle, Waltraud und Bernd Maier sowie Herr Walter und Friedrich Schumm. Der Eintrag in das Vereinsregister fand in Ettlingen statt. Die gewählten Vorsitzenden seit Gründung der DMG waren:
- 1986 – 1993 Günther Wöhrle
- 1993 – 2003 Rosemarie Amann
- 2003 – 2007 Helmuth Wildförster
- 2007 – 2009 Hans Hermann Bay
- 2009 bis zu dessen Tod 2021 Hans Ludwig Rohn
- 2022 wurde Claudia Schlemminger zur Vorsitzenden gewählt.[1]

## Tätigkeiten und Ziele
Der Verein verfolgt ausschließlich und unmittelbar gemeinnützige Zwecke.
Der Zweck des Vereins ist die Förderung der öffentlichen Gesundheitspflege, der Forschung und der Wissenschaft.
Der Verein stellt sich insbesondere folgenden Aufgaben:
- Wahrnehmung der Interessen der an Myasthenia gravis und an anderen Myasthenen Syndromen Erkrankten in Deutschland.
- Information der Öffentlichkeit, der Patienten, deren Angehörigen und Freunde über die Krankheit Myasthenia gravis und andere Myasthene Syndrome.
- Schaffung von Kontakt- und Kommunikationsmöglichkeiten zwischen den Patienten, ihren Familien und Freunden.
- Versuch der Koordinierung und Intensivierung von Forschungsvorhaben bei dieser Erkrankung mit dem Ziel, die therapeutischen Möglichkeiten zu verbessern. Unterstützung der sozialen, psychologischen und physiotherapeutischen Betreuung von Erkrankten. Dafür geeignete Einrichtungen werden vom Verein unterstützt.
- Erfassung der in Deutschland lebenden Erkrankten, soweit diese damit einverstanden sind.
- Beratung der Mitglieder sowie aller an Information und Beratung Interessierten und Unterstützung der von dieser Erkrankung Betroffenen in ihren Bemühungen um eine angemessene Stellung in Familie, Schule, Beruf und Gesellschaft.[2]

## Auszeichnungen
Am 10. September 2009 wurde das erste Mal der Eberhard-Pfleiderer-Preis verliehen. Der Forschungspreis wurde von einem selbst betroffenen Mitglied gestiftet und durch die Deutsche Myasthenie Gesellschaft publiziert.
Der Preis wird alle 2 Jahre vergeben.
- Juliane Müller „molekulargenetische und klinische Charakterisierung von kongenitalen myasthenen Syndromen“
- Anna Punga Rostedt „Muscle-selektive disassembly of neuromuscular junctions in musk and autoimmune myasthenic mice correlates with musk levels“
- Alexandra Pevzner „Anti-LRP4 autoantibodies in AchR and Musk-seronegative Myasthenia gravis“
- Siegfried Kohler „IL-17-producing CD4 + T cells contribute to the loss of B-cell tolerance in experimental autoimmune myasthenia gravis“
- Adela Della Marina „Outcome after Robotic-Assisted Thymectomy in Children and Adolescents with Acetylcholine Receptor Antibody-Positive Juvenile Myasthenia Gravis“
- Miriam Fichtner "Characterization of pathogenic monoclonal autoantibodies derived from muscle-specific kinase myasthenia gravis patients.”
- Sarah Hoffmann: Complement deposition at the neuromuscular junction in seronegative myasthenia gravis[1]